# Mesoplophora cubana
Mesoplophora cubana är en kvalsterart som beskrevs av Calugar och Vasiliu 1977. Mesoplophora cubana ingår i släktet Mesoplophora och familjen Mesoplophoridae.

## Underarter
Arten delas in i följande underarter:
- M. c. cubana
- M. c. pratensis